# سفينا هوت
سفينا هوت (بالألمانية: Svenja Huth)هي لاعبة كرة قدم نسائية ألمانية وُلدت في الخامس والعشرين من يناير عام 1991 في مدينةآلتسناو الألمانية. تلعب سفينا حاليًا في فريق فولفسبورغ للسيدات وهي أيضًا ضمن منتخب ألمانيا لكرة القدم للسيدات.

## مسيرتها الكروية

### الأندية
بدأت سفينا لعب كرة القدم عندما كانت في السابعة من عمرها، وفي عمر الرابعة عشر انضمت لنادي إف إف سي فرانكفورت من خلال وقت قصير في أف سي بايرن آلتسناو. في موسم 2007/2008 كانت ضمن تشكيلة البوندسليجا، حيث لعبت أول مباراة لها في البوندسليجا في الثاني من ديسمبر عام 2007 حيث اُستبدلت بكيرستين جارفريكيس التي أُصيبت في الدقيقة السادسة والأربعين. سجلت سفينا أول هدفين لها في البوندسليجا في العاشر من مايو عام 2009 في مباراة ضد نادي كرالشايم.
و في أول مشاركة لها في كأس الاتحاد الألماني دفعت بنادي فرانكفورت للفوز والتأهل للربع النهائي من خلال هدفها الذي احرزته في شباك نادي تنس بوروسيا برلين في الدقيقة الثالثة والأربعين مقابل لاشئ حتى نهاية المبارة. انتقلت سفينا في موسم 2016/2017 إلى نادي بوستدام، زمع نهاية الموسم في 2019 عادت إلى نادي فولفسبورغ مرة أخرى.

### المنتخب الوطني
كانت سفينا ضمن تشكيلة منتخب ألمانيا لكرة القدم للسيدات لدون الخامسة عشر الذي خسر من نظيره منتخب هولاندا لتحت السادسة عشر بهدف مقابل لاشئ، حيث شاركت سفينا في الدقيقة الحادية والأربعين بدلًا من زابينا شتولر. سجلت أول هدف لها في مباراة دولية في الرابع عشر من أغسطس 2006 وفي منتخب كرة القدم لدون السابعة عشر أصبحت سفينا ضمن التشكيلة الأساسية. شاركت سفينا في جميع المباريات الست في كأس العالم للسيدات تحت 20 سنة 2010 حتى مباراة النهائي ضد نيجيريا التي فازت بيها ألمانيا، وبلغ عدد الأهداف التي سجلتها سفينا هدفين. وكانت أول مشاركة لها مع منتخب ألمانيا لكرة القدم للسيدات في السادس والعشرين من أكتوبر عام 2011 في مباراة ضد السويد في هامبورج، حيث اُستبدلت بميلاني بيرنغير في الدقيقة الثامنة والستين.
فازت سفينا في السابع من مارس عام 2012 مع المنتخب الوطني بكأس الغارفي المُقام في فارو آنذاك، حيث هزمت ألمانيا اليابان بأربعة أهداف مقابل ثلاثة، وكانت سفينا قد شاركت في جميع مواجهات ألمانيا لهذا الكأس. أما في بطولة أمم أوروبا للسيدات 2013 كانت سفينا ضمن تشكيلة المنتخب فقط ولم تلعب أية مباراة. وفي عام 2016 خلال الألعاب الأولمبية الصيفية في البرازيل فاز المنتخب الألماني بالميدالية الذهبية بعد هزيمة السويد بهدفين مقابل هدف؛ وعليه كرم الرئيس الاتحادي الألماني جاوك المنتخب بوسام ورقة الغار الفضية.
خسر المنتخب الألماني في بطولة أمم أوروبا للسيدات 2017 التي أُقيمت في هولاندا من مرحلة الربع النهائي من الدنمارك، على الرغم من أن سفينا شاركت في جميع المباريات الأربع.
سجلت سفينا أول هدف دولي لها في السادس عشر من سبتمبر 2017 في المبارة المؤهلة لكأس العالم للسيدات 2019 ضد منتخب سلوفينيا لكرة القدم للسيدات والتي انتهت بالفوز لصالح ألمانيا بستة أهداف مقابل لاشئ.

## انجازتها

### مع المنتخب الوطني
- كأس العالم للسيدات تحت 17 سنة 2008
- كأس العالم للسيدات تحت 20 سنة 2010
- كأس الغارفي 2012
- بطولة أمم أوروبا للسيدات 2013
- كرة القدم في الألعاب الأولمبية الصيفية 2016

### على صعيد الأندية
- بطولة الاتحاد الألماني لكرة القدم: 2007, 2008, 2011, 2014, 2020
- الدوري الألماني: 2007/08, 2019/20
- دوري أبطال أوروبا للسيدات 2007–08
- دوري أبطال أوروبا للسيدات 2015

## وصلات خارجية
- سفينا هوت على موقع الاتحاد الدولي (مؤرشف)  (الإنجليزية)
- سفينا هوت على موقع الاتحاد الأوربي (الإنجليزية)
- سفينا هوت على موقع قاعدة بيانات كرة القدم.إي يو (الإنجليزية)
- سفينا هوت على موقع Soccerway.com (الإنجليزية)
- سفينا هوت على موقع عالم كرة القدم.نت (الإنجليزية)
- سفينا هوت على موقع أوليمبيديا (الإنجليزية)
- سفينا هوت على موقع اللجنة الأولمبية الألمانية (الألمانية)

- صفحة سفينا هوت على موقع weltfussball
- صفحة سفينا هوت على موقع soccerdonna
- صفحة سفينا هوت على موقع الاتحاد الألماني لكرة القدم